# Colubratriton
Colubratriton is een geslacht van uitgestorven weekdieren uit de klasse van de Gastropoda (slakken). Exemplaren van dit geslacht zijn slechts als fossiel bekend.

## Soorten
- Colubratriton deshayesianus (Beu & Maxwell, 1987) †
- Colubratriton garini Pacaud, Ledon & Loubry, 2015 †
- Colubratriton merlei Pacaud, Ledon & Loubry, 2015 †